# Liste der Kulturdenkmäler in Dichtelbach
In der Liste der Kulturdenkmäler in Dichtelbach sind alle Kulturdenkmäler der rheinland-pfälzischen Ortsgemeinde Dichtelbach aufgeführt. Grundlage ist die Denkmalliste des Landes Rheinland-Pfalz (Stand: 27. Oktober 2023).

## Einzeldenkmäler
| Bezeichnung         | Lage                                  | Baujahr                    | Beschreibung                                                                               | Bild                           |
| ------------------- | ------------------------------------- | -------------------------- | ------------------------------------------------------------------------------------------ | ------------------------------ |
| Evangelische Kirche | Kirchgasse Lage                       | Mitte des 18. Jahrhunderts | Saalbau, Mitte des 18. Jahrhunderts, Westturm 1852; bauliche Gesamtanlage mit dem Kirchhof | weitere Bilder Fotos hochladen |
| Brunnen             | Rheinböllener Straße, bei Nr. 15 Lage |                            | Schwengelpumpe                                                                             | Fotos hochladen                |
| Brunnen             | Rheinböllener Straße, bei Nr. 33 Lage | 19. Jahrhundert            | Dorfbrunnen, Rheinböllener Hütte, 19. Jahrhundert                                          | Fotos hochladen                |
| Brunnen             | Rheinböllener Straße, bei Nr. 59 Lage | 19. Jahrhundert            | Brunnentrog, Rheinböllener Hütte, 19. Jahrhundert                                          | BW                             |